# Rudi Rubbel
Rudi Rubbel (* 23. Januar 1920 in Königsberg; † 2. Dezember 1971) war Mitbegründer der Neuererbewegung in der DDR-Industrie, FDGB-Funktionär, Wirtschaftspolitiker (SED) und Kombinatsdirektor.

## Leben
Rubbel, Sohn einer Arbeiterfamilie, besuchte zwischen 1926 und 1936 die Volks- und Mittelschule und war anschließend bis 1941 als Maschinenführer tätig. Er leistete ab 1941 Kriegsdienst in der Marine und geriet 1944 als Obergefreiter in französische Kriegsgefangenschaft. 1946 kehrte er nach Deutschland zurück. 
Von 1946 bis 1948 war er Gleisbauarbeiter bei der Reichsbahndirektion Dresden und dann von 1948 bis 1952 Abteilungsleiter im Transformatoren- und Röntgenwerk Dresden. Rubbel gab mit dem von ihm und Siegfried Naumann erarbeiteten „Plan der Rationalisatoren und Erfinder“ den Anstoß zur Neuererbewegung in der DDR-Industrie. 1951 wurde er Mitglied der SED. 
Von 1953 bis 1960 fungierte er als Sektorenleiter im FDGB-Bundesvorstand, als Abteilungsleiter Wirtschaft und Vorsitzender des Neuereraktivs. Er studierte daneben von 1956 bis 1959 an der Ingenieurschule Berlin-Lichtenberg und dann von 1959 bis 1961 an der Humboldt-Universität zu Berlin mit dem Abschluss als Diplomwirtschaftler. Von 1960 bis 1963 war er Mitglied des Bundesvorstandes des FDGB. Von 1961 bis 1963 war er Arbeitsdirektor bzw. Werkdirektor des VEB Elektrokohle Berlin-Lichtenberg und anschließend 1963/1964 Sekretär für Wirtschaft der SED-Bezirksleitung Berlin. Von 1963 bis 1967 war er zudem Abgeordneter der Berliner Stadtverordnetenversammlung.
Von 1964 bis 1968 war er Betriebsdirektor im VEB Berliner Glühlampenwerk, von 1969 bis 1970 Kombinatsdirektor des VEB NARVA Berlin und ab 1970 Kombinatsdirektor des VEB Elektro-Apparate-Werke Berlin. 
Rubbel verstarb am 2. Dezember 1971 im Alter von 51 Jahren an den Folgen eines Verkehrsunfalls.

## Werke
- Die Bedeutung der Rationalisatoren- und Erfinderbewegung. Tribüne, Berlin 1953.
- Sozialistische Rekonstruktion und Siebenjahrplanfonds. Deutscher Zentralverlag, Berlin 1960.
- (zusammen mit Horst Lehmann): Gewerkschaften und die sozialistische Umgestaltung der Landwirtschaft. Wie können die Gewerkschaften bei der sozialistischen Entwicklung der Landwirtschaft mitwirken?  Tribüne, Berlin 1960.
- Erfahrungen bei der Stabilisierung und Entwicklung großer Wirtschaftseinheiten. Zentralinstitut für sozialistische Wirtschaftsführung beim ZK der SED, Berlin 1971.

### Wichtige Artikel
- Den Brigaden größere Rechte. In: Tribüne, 27. April 1960, S. 3.
- Der sozialistische Leiter – Beauftragter der Arbeiterklasse. In: Einheit, Jg. 26 (1971), Heft 12, S. 1359–1365.

## Auszeichnungen
- Nationalpreis III. Klasse (zusammen mit Siegfried Naumann, 1952)
- Held der Arbeit